# Wake
Wake [ˈweɪk] (marshallesisch Ānen Kio, übersetzt „Insel der Kio-Blume“) ist ein Atoll im westlichen Pazifischen Ozean, zwischen Hawaii und den Nördlichen Marianen, nördlich der Marshallinseln gelegen. Es ist ein Außengebiet der Vereinigten Staaten und ein sogenanntes „nichtinkorporiertes Territorium“, das heißt, es ist kein integraler Bestandteil der Vereinigten Staaten. Für statistische Zwecke wird es den United States Minor Outlying Islands zugeordnet. Seit 2009 gehört Wake zum Pacific Remote Islands Marine National Monument.

## Geographie

Wake besteht aus drei Koralleninseln mit insgesamt 7,8 km² Landfläche, die sich über einem unterseeischen Vulkan gebildet haben und die flache Lagune mit einer Fläche von etwa 9,7 km² ungefähr V-förmig einschließen. Die Hauptinsel Wake Island liegt im Südosten des Atolls, Peale Island im Norden und Wilkes Island im Westen. Die Gesamtfläche des Atolls einschließlich des Riffkranzes umfasst ungefähr 22 km².
| Insel           | Fläche in ha |
| --------------- | ------------ |
| Wake Islet      | 553,22       |
| Wilkes Islet    | 79,90        |
| Peale Islet     | 103,94       |
| Wake Atoll      | 737,06       |
| Lagune (Wasser) | 970,00       |
| Riffkranz       | 500,00       |

## Geschichte
Auf Wake gibt es keine indigene Bevölkerung. Am 4. Oktober 1568 wurde es vom Spanier Álvaro de Mendaña y Neira entdeckt und Isla de San Francisco getauft. 1796 fuhr der britische Schoner Prince William Henry das Atoll an; es wurde daraufhin nach dessen Kapitän, William Wake, benannt; eine weitere frühe Sichtung ist die von 1812 durch die Besatzung des amerikanischen Schiffs Halcyon.
Am 5. März 1866 lief die Bremer Bark Libelle auf ihrer Reise von San Francisco nach Hongkong auf das östliche Riff des Atolls auf. An Bord des Schiffs befanden sich neben einer wertvollen Ladung (darunter Münzen, Edelsteine und 1000 Flaschen Quecksilber) auch einige Passagiere. Die Mannschaft und alle Passagiere konnten sich zunächst auf dem Atoll in Sicherheit bringen. Aufgrund des Wassermangels waren sie aber gezwungen, nach drei Wochen mit zwei Rettungsbooten die Insel in Richtung Guam zu verlassen. Das größere Boot unter dem Kommando des Steuermannes Rudolf Kausch, in dem sich auch alle Passagiere befanden, erreichte nach 12 Tagen das Ziel, während das zweite Boot mit Kapitän Anton Tobias und acht Besatzungsmitgliedern verschollen ist. Teile der Schiffsladung konnten später geborgen werden.  Das Wrack der Libelle war noch viele Jahre sichtbar und in Seekarten verzeichnet.
Am 17. Januar 1899 nahm die Besatzung des amerikanischen Kanonenbootes Bennington auf direkte Anordnung des damaligen US-Präsidenten William McKinley das Atoll für die Vereinigten Staaten in Besitz, um dort eine Telegrafenstation einzurichten. Ab 1935 nutzte die Luftfahrtgesellschaft Pan American Airways das Atoll als Zwischenlandestation für ihre Flugverbindungen nach Asien. Zu diesem Zweck wurde ein Hotel mit 48 Zimmern gebaut und in der Lagune ein Landeplatz für Flugboote eingerichtet.
Wake im Zweiten Weltkrieg

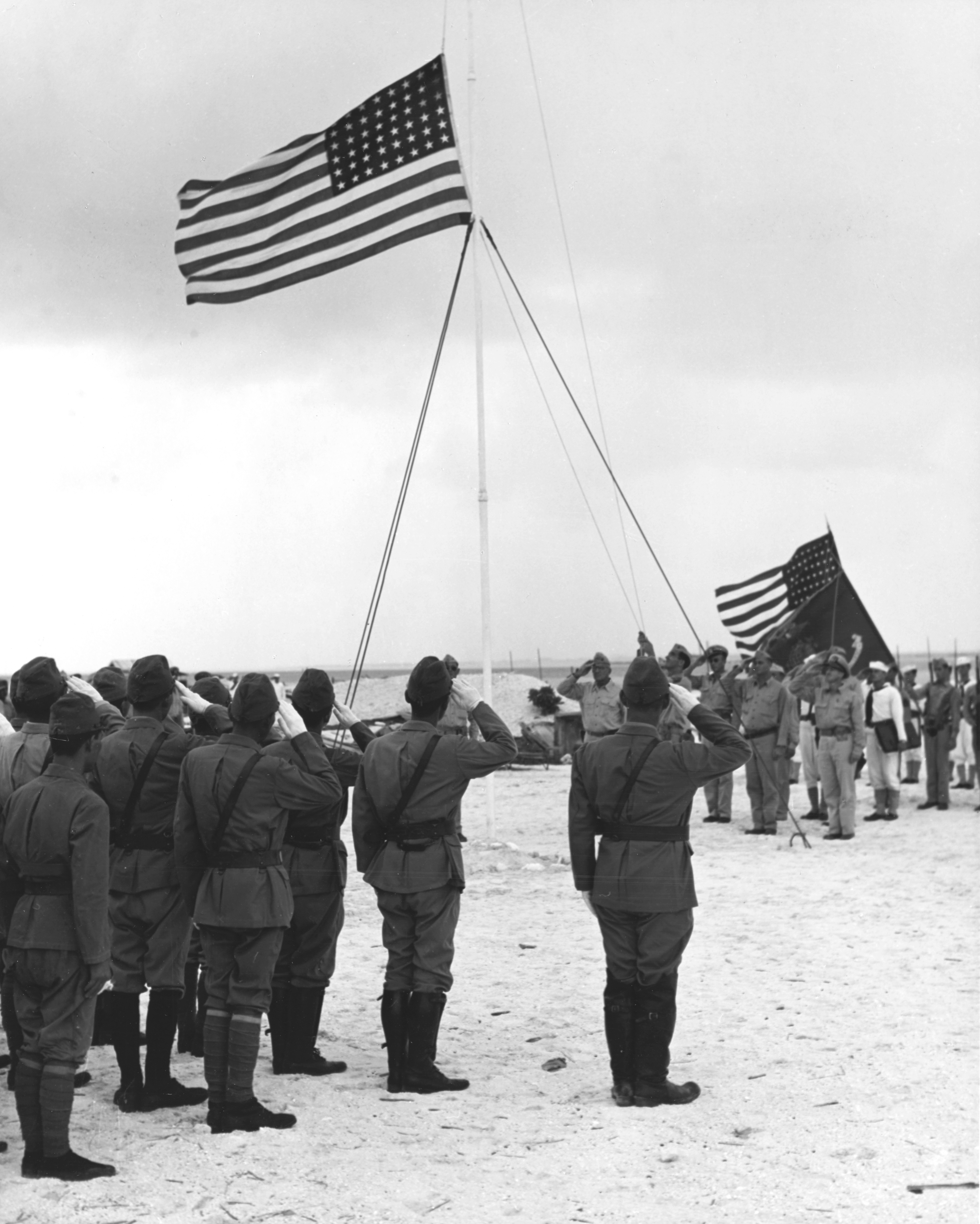
Hissen der US-Flagge am 4. September 1945 nach der japanischen Kapitulation

Im Zweiten Weltkrieg baute die US Navy ab Januar 1941 eine Militärbasis auf dem Atoll. Zum Zeitpunkt des japanischen Überfalls auf den Marinestützpunkt Pearl Harbor am 7. Dezember 1941 war der US-Stützpunkt nur bedingt verteidigungsbereit. Eine U-Boot-Basis und ein Luftstützpunkt befanden sich noch im Aufbau, die seit 19. August 1941 bestehende Garnison bestand aus 452 Marineinfanteristen, die über 12×76-mm-Flugabwehrgeschütze und eine Küstenbatterie verfügten.
Wake gehörte zu den ersten Zielen der japanischen Inseloffensive nach Eröffnung des Pazifikkrieges. Die Insel wurde Schauplatz der Schlacht um Wake: Am 11. Dezember 1941 griff Japan die Insel an, doch die Garnison schlug den Angriff zurück. Dabei wurden zwei japanische Zerstörer versenkt.
Der zweite Angriff der Japaner am 23. Dezember 1941 war erfolgreich. Die zur Verteidigung in Marsch gesetzte US-Kampfgruppe unter Admiral Frank Jack Fletcher mit dem Flugzeugträger USS Saratoga kehrte wieder um, als die japanische Marine erneut mit einer überlegenen Invasionsflotte Wake angriff. In der Nacht gingen Truppen im toten Winkel der Küstenbatterie an Land und überwältigten die amerikanischen Verteidiger, von denen die meisten allerdings zivile Auftragnehmer der Morrison-Knudsen Company, eines US-amerikanischen Bauunternehmens, waren. Wenngleich die Amerikaner das Atoll von der See und aus der Luft angriffen, konnten die Japaner es bis zum Kriegsende 1945 halten. Am 4. September 1945 ergab sich die japanische Garnison; die Übergabe wurde in einer kurzen Zeremonie offiziell vollzogen.
Im Kalten Krieg wurde die Basis von der US Air Force benutzt, die das Atoll auch heute noch administrativ verwaltet.

## Politik
Inzwischen wurde das gesamte militärische Personal abgezogen, jedoch arbeiten heute noch 75 Zivilisten auf Wake. Der Flugplatz (Wake Island Airfield) wird weiterhin vom US-Militär genutzt, außerdem von einigen Frachtflugzeugen sowie für Notlandungen bei Transpazifikflügen. Jährlich finden insgesamt rund 700 Landungen statt. Einige Einrichtungen und Wracks aus dem Zweiten Weltkrieg blieben auf der Insel. Pläne zur Ablagerung von Atommüll wurden 1998 nach internationalem Protest aufgegeben.
Gemeinsam mit sechs weiteren amerikanischen Inseln im Pazifik bilden die Gewässer des Wake-Atolls seit dem 6. Januar 2009 das Pacific Remote Islands Marine National Monument.
Die Regierung der Republik Marshallinseln bestreitet die Rechtmäßigkeit der Annexion des Wake-Atolls durch die Vereinigten Staaten und erhebt ihrerseits Anspruch auf das in marshallesischer Sprache Ānen Kio genannte Atoll. Im April 2016 wurden den Vereinten Nationen Dokumente vorgelegt, die diesen Anspruch untermauern sollen.

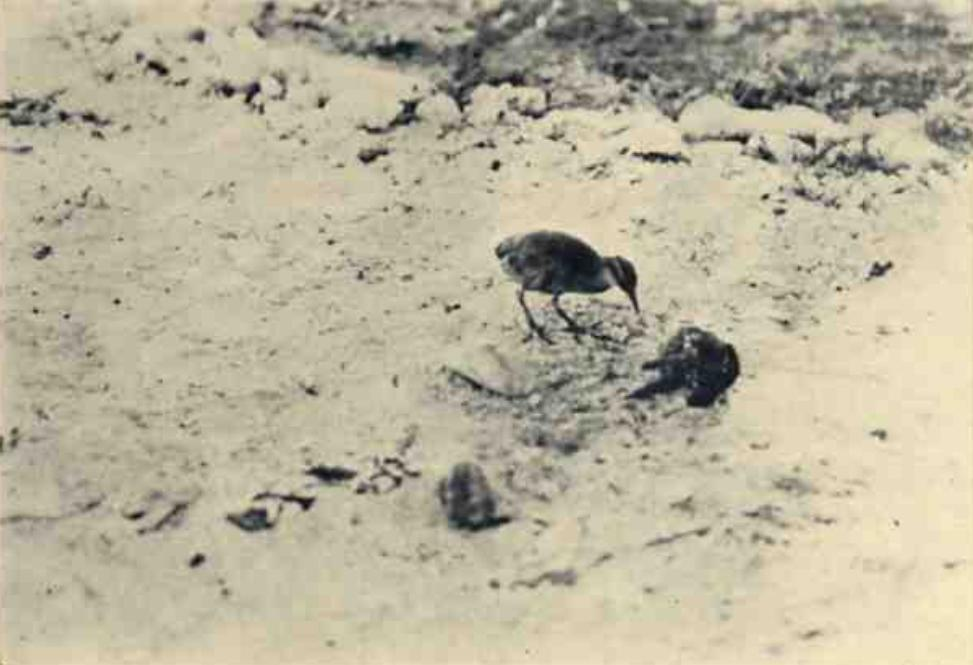
Die ausgestorbene Vogelart Wake-Ralle

## Sonstiges
Seit 1974 werden von Wake Island bei 19° 17′ N, 166° 36′ O Wiedereintrittstests von militärischen Raketen und Experimente zur Raketenabwehr durchgeführt.
Die auf der Insel endemische Wake-Ralle (Gallirallus wakensis) kam bis etwa 1945 vor, seitdem gilt sie als ausgestorben.
Im August 2006 traf der Hurrikan der Kategorie 5 Ioke das Atoll und beschädigte Gebäude und Infrastruktur stark. Sämtliches Personal wurde zuvor von der Insel abgezogen. Im September 2006 kehrte das US-Militär wieder zurück, um die Schäden zu beheben.
Das Atoll ist in den Spielen der Battlefield-Reihe oft Vorlage für die gleichnamigen Karten, welche die Insel vergleichsweise präzise abbilden. Die Karte ist in den Spielen Battlefield 1942, Battlefield 2, Battlefield 2142, Battlefield 1943, Battlefield Heroes, Battlefield Online, Battlefield 3 und Battlefield V zu finden.